# Miguel Ángel Carcelén Gandía
Miguel Ángel Carcelén Gandía (Villalgordo del Júcar, Albacete, 1968) es un escritor español.

## Biografía
Miguel Ángel Carcelén Gandía es un escritor español nacido en Villalgordo del Júcar, provincia de Albacete, el 16 de febrero de 1968.
Pasó su infancia en el pueblo natal, en Navas de Jorquera y en Tarazona de la Mancha, para trasladarse en la adolescencia a la capital albaceteña. En Albacete cursó los estudios de bachillerato en el Instituto Bachiller Sabuco, y en Valencia y Salamanca cursó la carrera, doctorándose en la Universidad Pontificia de Salamanca. Ha trabajado y vivido en Madrid, Jerez de la Frontera, Ibiza, Castellón, Madrid y en la actualidad reside en Nambroca, Toledo, donde compagina la actividad literaria con su profesión como funcionario del Ministerio del Interior y la dirección de la editorial solidaria Publicaciones Acumán.
Los beneficios económicos que le ha reportado la literatura han sido donados a ONGs y asociaciones benéficas como Manos Unidas, Maná, Fundación Vicente Ferrer, Escuelas para el Mundo, Madre Coraje, Ayuda en Acción, ASPRONA, Médicos del Mundo...
Tiene más de una treintena de novelas publicadas, así como libros de poesía, recopilación de artículos periodísticos y cuentos. A lo largo de su trayectoria literaria ha sido galardonado en más de trescientas ocasiones, tanto en novela como cuento, poesía y teatro. Una de sus obras de teatro, Ludvila quiere ser Dios, fue estrenada en Albacete en 2017; y en 2023 se representaron en Albacete y Toledo, respectivamente, sus obras Mercedes, ven, y Mercedes, voy, dirigidas por el actor Luis Ángel Huete.  En 2024 estrenó Con sus mercedes. Teatro sobre ruedas. Uno de sus premios más notables ha sido el Tiflos de Novela 2019, por su obra Retrato de cadáver con fondo vegetal (Edhasa-Castalia)
Ha sido colaborador de distintos diarios: La Tribuna de Toledo, La Verdad de Albacete, Diario de Ibiza, Jerez Información, y forma parte de varias antologías, de entre las que destaca "A cielo abierto. Narradores de Castilla-La Mancha", editada por la Junta de Comunidades de Castilla-La Mancha. Asimismo ha participado como jurado en diferentes premios literarios y como mantenedor en distintos juegos florales. Alguna de sus novelas y cuentos han sido traducidos al inglés, alemán, catalán y gallego.
En 2024 recibió el Premio Sacrificio del Galardón Fiel en el Deber, otorgado por Tribuna Benemérita.

## Carrera literaria
El listado de su obra en solitario es el siguiente:
1.- ¿Oíste al mirlo silbar mi nombre? Editorial Huerga y Fierro. Premio de Novela Negra Diputación Provincial de Albacete.1997.

2.- ¡Ojalá que nos veamos en Macondo! Editorial Edisena. Premio de Novela Manchuela.1998.

3.- Sueños de alquiler. El Olivo. Córdoba. 1999.

4.- Aunque sea lunes. Editora Ayuntamiento de Toledo. Premio de Novela Félix Urabayen.1999.

5.- Tornillo, Adriana y el caracol. Cuentos para la solidaridad. Editorial Manos Unidas.1999.

6.- De mi mochila I. Publicaciones Acumán (recopilación de artículos periodísticos). 1999.

7.- No me esperes, corazón. Editora Municipal Diputación de Albacete. Finalista Premio de Novela Negra Rodrigo Rubio. 2000.

8.- De mi mochila II. Publicaciones Acumán (recopilación de artículos periodísticos). 2001.

9.- Turno de noche. Editorial A la luz del Candil. Premio de Novela Corta Ciudad de Móstoles.2001.

10.- Las lágrimas de un clown. Editorial Simancas. Premio de Novela Ciudad de Dueñas.2003.

11.- Cólera y azogue para Ailene. Editorial EDAF. Premio de Novela Joven Universidad Complutense de Madrid.2003.

12.- Traje de sombras, vida de luces. Editora Municipal. Premio de Novela Ayuntamiento de Ciudad Real. 2004.

13.- Crepúsculo de párpados. Del Oeste Ediciones. Premio de Novela Carolina Coronado. 2004.

14.- De puntillas. Publicaciones Acumán.2004.

15.- Grillos de septiembre. Editora Municipal. Premio de Novela Ayuntamiento de Ciudad Real.2006.

16.- Las verdaderas mentiras. Editorial Nuevo Rumbo.2006-2007.

17.- Igual que un colibrí. Editorial Huerga y Fierro. Premio de Novela Corta Fundación Dosmilnueve.2007.

18.- El adiós no existe. Premio Ayuntamiento de Valdepeñas.2007.

19.- El silbo de la ocarina. Libélula Ediciones.2008.

20.- Dos pícaros de Toledo. Premio de novela creativa Villa de Palomares del Río, Sevilla, y Premio de novela singular Toledo Literario.2009.

21.- Masía Muela.  Premio de novela corta Comarca del Maestrazgo.2009.

22.- Crisálida. Ayuntamiento de Bolbaite (Valencia). Premio de novela corta Ayuntamiento de Bolbaite. 2010.

23.- El vuelo de las aves. Editorial Ledoria. Premio de novela López-Torrijos. 2011.

24.- La quinta llave. Editorial Amarante.2012.

25.- Con tremendo mal ambiente. Premio de novela Testimonio "Cuba con dolor en el corazón". Ediciones CENIFEC.2012.

26.- Amaranta y la intuición. Premio de novela corta La Verónica Cartonera. Editorial La Verónica Cartonera. 2017.

27.- De mi mochila III. Recopilación de artículos periodísticos. Publicaciones Acumán. 2017.

28.- Aunque Miguel me llame. Premio de novela corta Baños de la Encina. Diputación de Jaén. 2017.

29.- Retrato de cadáver con fondo vegetal. Premio Tiflos de Novela. Edhasa-Castalia. 2019.

30.- Y con tu espíritu. Albacete Blues. Premio de Novela Palin. Ediciones Dokusou. 2019.

31.- Llora un adiós. Premio de Poesía Rafael Fernández Pombo. Ayuntamiento de Mora (Toledo), 2019.

32.- El aguijón del alacrán. Premio de Novela Bahía de Papel. Ayuntamiento de La Línea de la Concepción (Cádiz). 2020.

33.- Luciérnagas. 2º Premio de novela corta Planetario de Madrid. Ayuntamiento de Madrid. 2022.

34.- Sucedió en Cella. I Premio Comarca Comunidad de Teruel. Teruel. 2023.

35.- La conjura de los tercios. IV Premio APROGC. Eolas ediciones. León. 2024.

36.- Vértigo. Finalista I Premio de Novela Negra Taninos Asesinos. Octubre Negro. Madrid. 2024.
 
37.- La pandilla de la caña. XII Premio internacional de novela infantil Editorial Altazor. 2024.

38.- El mal presentimiento. Finalista XI Premio Hispania de Novela Histórica. Madrid. 2024.